# Сапсай, Александр Дмитриевич
Алексе́й Дми́триевич Сапса́й (8 марта 1860 — 1922, Петроград) — русский вице-адмирал.

## Биография
Юнкер флота (1876). Мичман (1880). Флаг-офицер при главном командире Черноморского флота (1885). Командовал миноносцем № 256 (1895—1896). Флагманский офицер Штаба командующего Эскадрой Чёрного моря (1894—1899), Берегового штаба старшего флагмана Черноморской флотской дивизии (1896—1898). Командовал минным транспортом «Дунай» (1903—1905), линкором «Иоанн Златоуст» (1906—1908). Капитан 1-го ранга с 1905 года.
Начальник Оперативного отдела Штаба Черноморского флота и портов Чёрного моря (1904—1908). Командовал линкором «Ростислав» (1908—1910). Контр-адмирал с 1910 года. Начальник Штаба начальника Действующего флота Чёрного моря (1910—1911).
Заместитель начальника МГШ в Совещании по судостроению (11.03.1911). Вице-адмирал (6.12.1914). Командовал УМО (1911—1915), Учебными отрядами и отдельно плавающими учебными судами Балтийского флота (1915—1917). Зачислен в резерв Морского министерства (12.04.1917). Прикомандирован к МГШ (12.12.1917).
Арестован ВЧК 31 августа 1918 года. После освобождения начальник Учебного отдела в Управлении военно-морских учебных заведений (УВМУЗ) РККФ и член Учебного комитета при помощнике командующего морскими силами Республики (1921). Умер в 1922 году.

## Семья
- Сын: Александр Алексеевич Сапсай (1892 — 1918[к 1]), лейтенант флота.

## Комментарии
1. ↑  Скончался 7 мая[какого стиля?] 1918 года, похоронен на Волковском кладбище в Петрограде[1].